# Avarga
Avarga est un site de l'Empire Mongol situé au bord de la rivière Avarga en Mongolie qui servait de principale base à Genghis Khan pendant l'hiver. Ce lieu a servi de lieu de départ de la campagne contre ses voisins du sud.